# Party Code
Party Code – pierwszy wydany album grupy Code Red

## Lista utworów
1. Intro  – 1:03
2. Shut Up – 3:20
3. 18 – 3:23
4. Bambino – 2:57
5. Kanikuły 2008 – 3:30
6. Happy Song – 3:34
7. Summertime Love – 2:38
8. My Angel – 3:25
9. Shoo Be Doo – 2:45
10. Outro  – 0:42
11. Code Red Megamix  – 6:34
12. Code Red – 18 (english version)  – 3:24